# Goldschatz von Vettersfelde

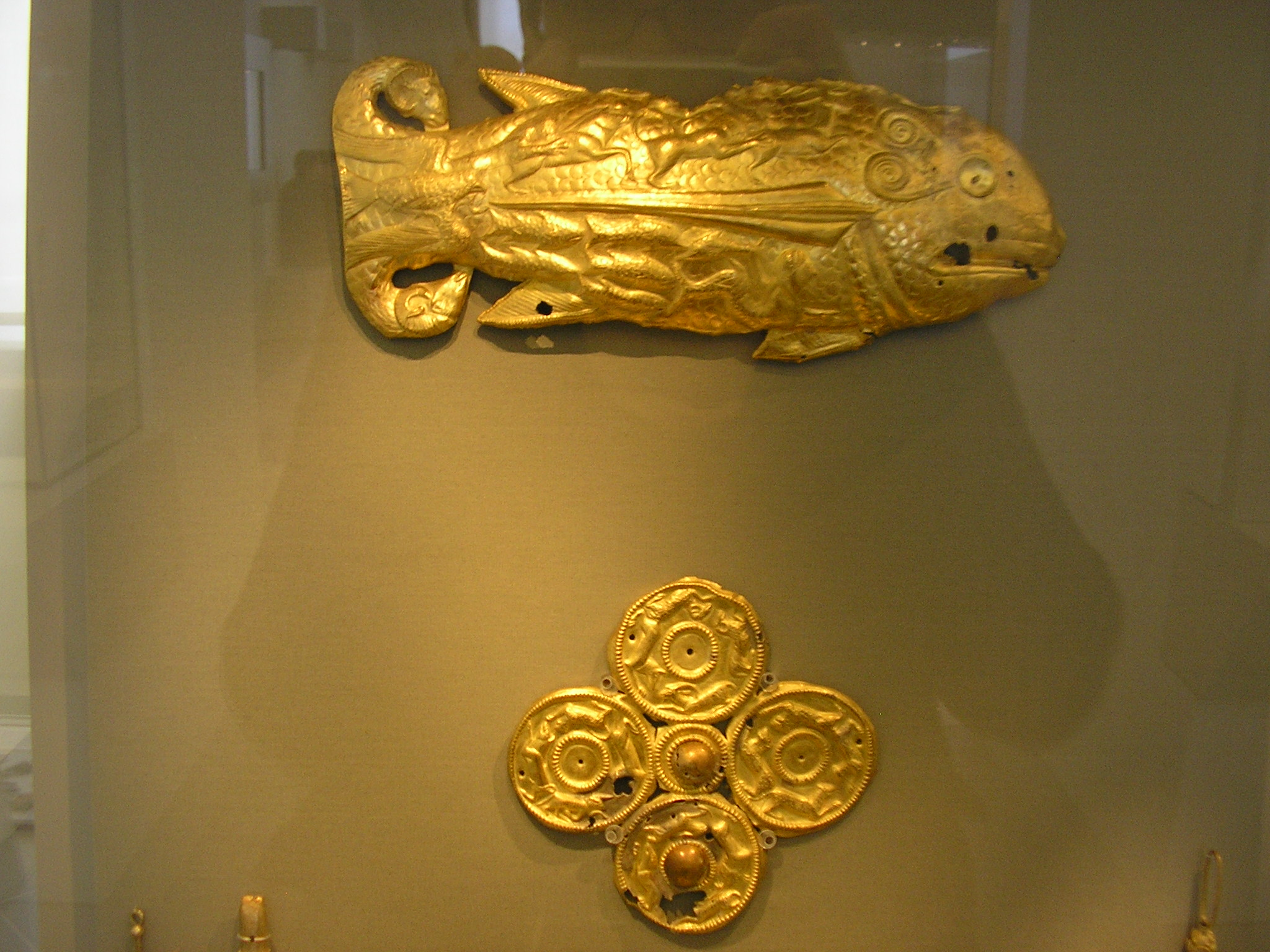
Zwei Objekte des Schatzes: Oben Fisch mit Herzaugenmuster und Widderhornflosse; unten vier Kreisplatten mit Bergziegenmotiv

Der Goldschatz von Vettersfelde ist ein Schatzfund, der 1882 durch Zufall bei Vettersfelde, damals Landkreis Guben, heute Witaszkowo, Polen gemacht wurde. Die Objekte werden im Alten Museum in Berlin ausgestellt.

## Fund
Die Gegenstände wurden von einem Bauern 1882 beim Ausheben von Drainagegräben am Rand eines Ackers aufgefunden. Zunächst erkannte der Bauer die Bedeutung der  verschmutzten Scherben nicht. Erst als er zwei Tage später zurückkehrte und die Fundstücke inzwischen durch Regen gesäubert worden waren, entdeckte er beim weiteren Graben einige Goldobjekte und Waffen. Eine sachverständige Untersuchung des Fundortes unterblieb zunächst. Es ist ungeklärt, ob es sich um eine Grabbeigabe oder Überbleibsel einer Siedlung handelt. Die Fundstücke gerieten in Besitz des ansässigen Gutsherren Heinrich zu Schoenaich-Carolath, wobei unklar ist, ob sie vom Bauern freiwillig abgegeben wurden.

### Grabungen

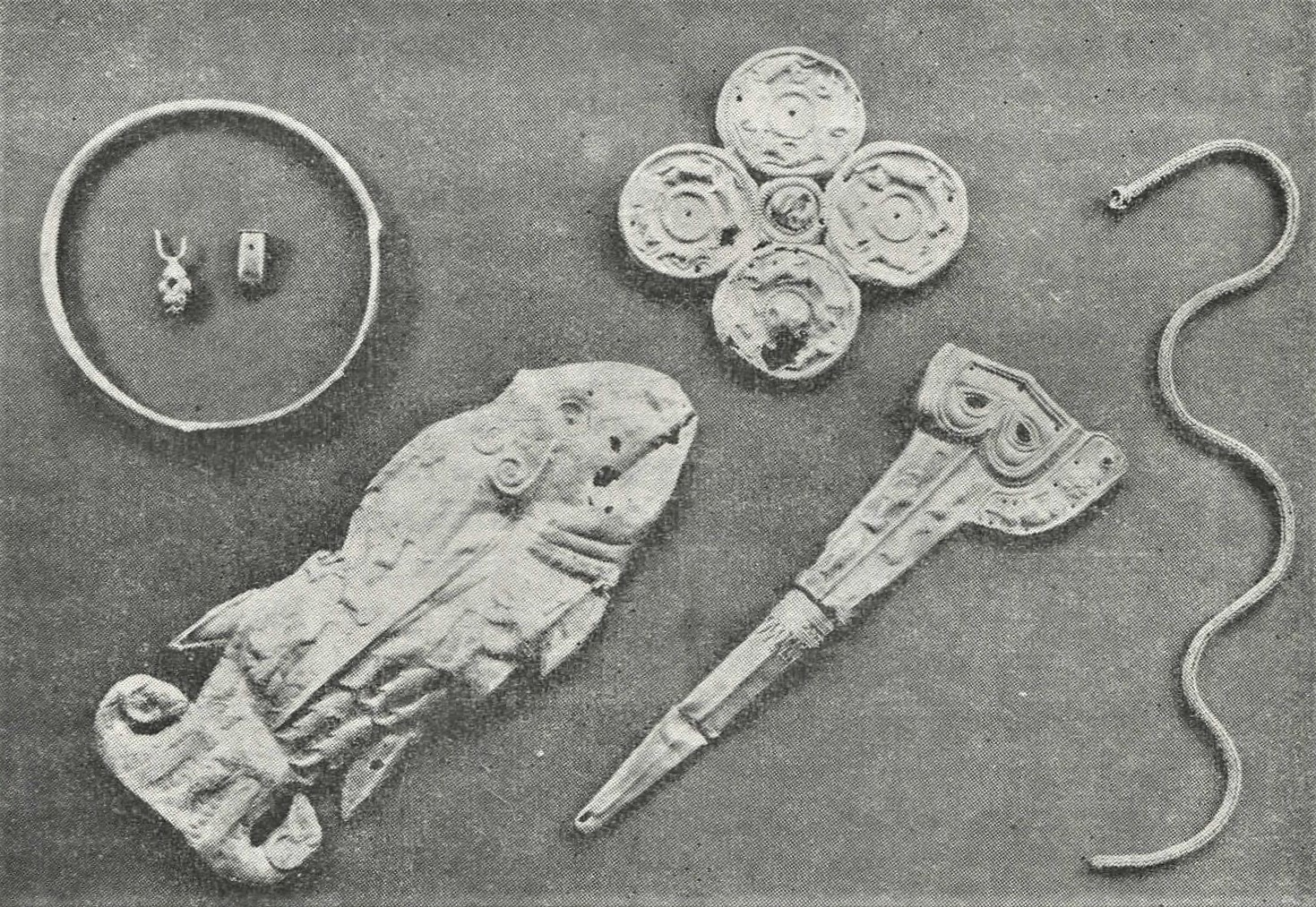
Zeitgenössische Aufnahme mit zum Teil mittlerweile verschwundenen Objekten, so der Halsring oben links, sowie das Ortblech rechts neben dem Fisch

Unmittelbar nach Auffinden des Schatzes führten Privatleute, unter anderem ein lokal ansässiger Juwelier, weitere Grabungen durch. Man stieß auf Tongefäße, eine Herdstelle und in einiger Entfernung auf Pflaster, jedoch wurden durch die wenig sachgemäße Arbeit auch mögliche Ansätze für eine Interpretation des Fundorts zerstört. Die Lage der Fundstücke deutete an, dass die einzelnen Objekte in einem Gefäß aus Keramik aufbewahrt worden waren. Danach hatte es vor Ort ein Feuer gegeben, worauf auch die Brandschäden an einzelnen Objekten, bspw. dem großen Fisch, hindeuten. Zunächst wurde entsprechend die Herkunft aus einer Brandbestattung angenommen, da diese Sitte von den hier in der frühen Eisenzeit ansässigen Menschen bekannt war; allerdings wurden keinerlei menschliche Überreste gefunden.
Im Jahr 1920 unternahm Carl Schuchhardt, Direktor der Vorgeschichtlichen Abteilung des Berliner Völkerkunde-Museums, erste sachgerechte Nachgrabungen. Beim Anlegen von Suchgräben wurden Reste eines Pfostenbaus aufgefunden. Schuchhardt, der sich daher sicher war, auf eine Siedlung gestoßen zu sein, sprach sich infolgedessen dagegen aus, dass es sich beim Vettersfelder Goldschatz um eine Grabbeigabe gehandelt haben könnte. Bereits im Jahr 1928 wurde der Fund dem skythischen Kulturkreis zugeordnet. Lange Zeit war die tatsächliche Lage in Vergessenheit geraten. Im Jahr 2001 wurde der Fundort dann durch die Polnische Akademie der Wissenschaften erneut aufgefunden und archäologisch untersucht, wodurch die Annahme, dass es sich um eine Siedlung handelte, bestätigt wurde. Von 2002 bis 2004 wurden daraufhin Grabungen durchgeführt. Es fanden sich weitere Pfostenrückstände, sowie Brandspuren, zudem Pflastersteine, Perlenschmuck und Keramik aus der frühen Eisenzeit.

## Der Goldschatz
Es handelt sich bei diesem Schatz um Schmuck, Gebrauchsgegenstände und Bewaffnung. Hervor sticht ein Fisch, der 41 Zentimeter lang und 608 Gramm schwer ist. Ein Teil der Funde gelangte nach Berlin und gehörte zu einer skythischen Fürstenrüstung, die um 500 v. Chr. datiert. Andere kleinere Objekte des Fundes wurden verkauft und eingeschmolzen.
Der goldene Fisch, der wohl einst einen Schild zierte, ist mit Tiermotiven wie dem Kampf zwischen einem Panther und einem Eber und einem Löwen und einem Hirschen dekoriert und eindeutig eine griechische Arbeit.

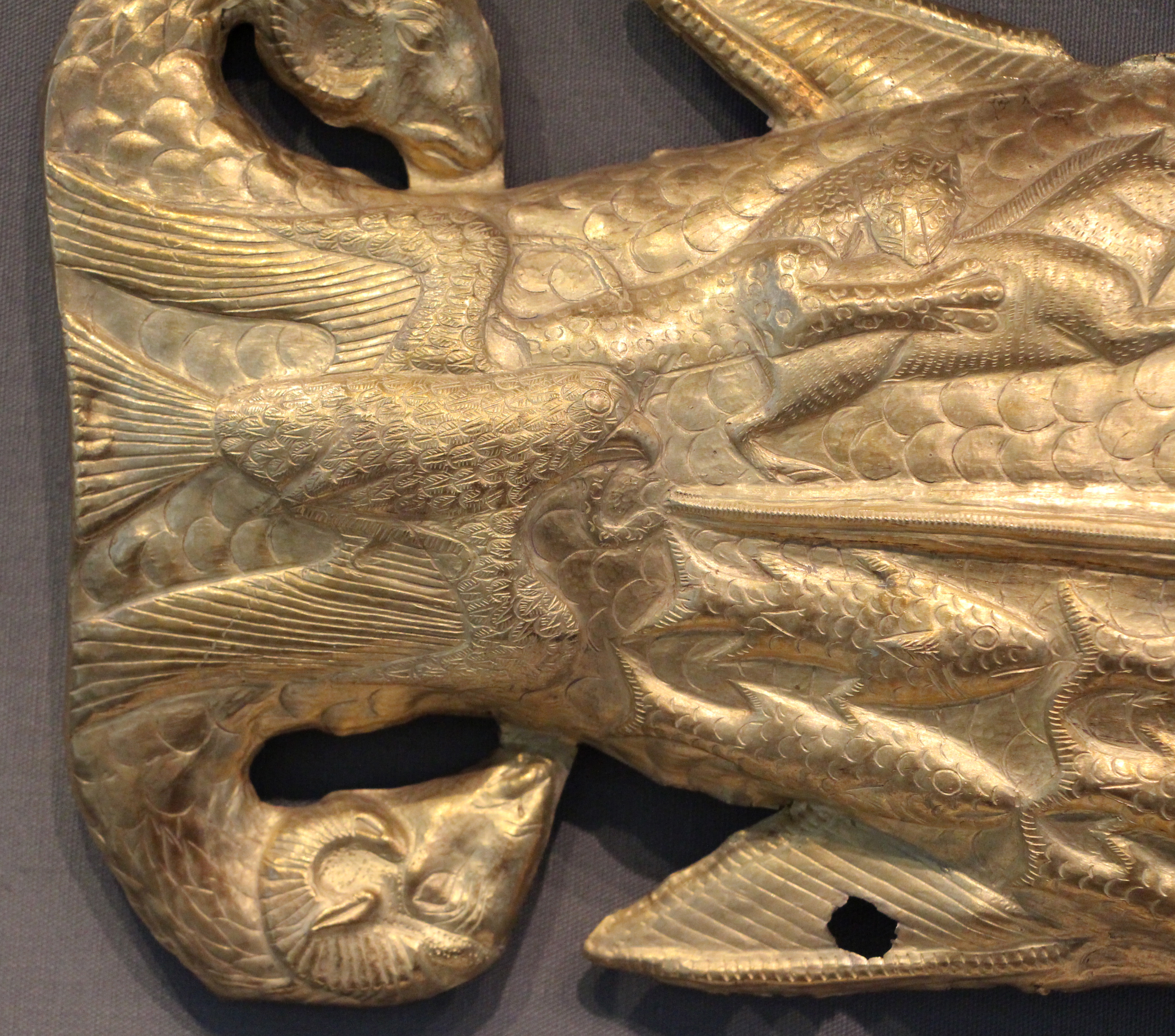
Vogel mit Widderköpfen
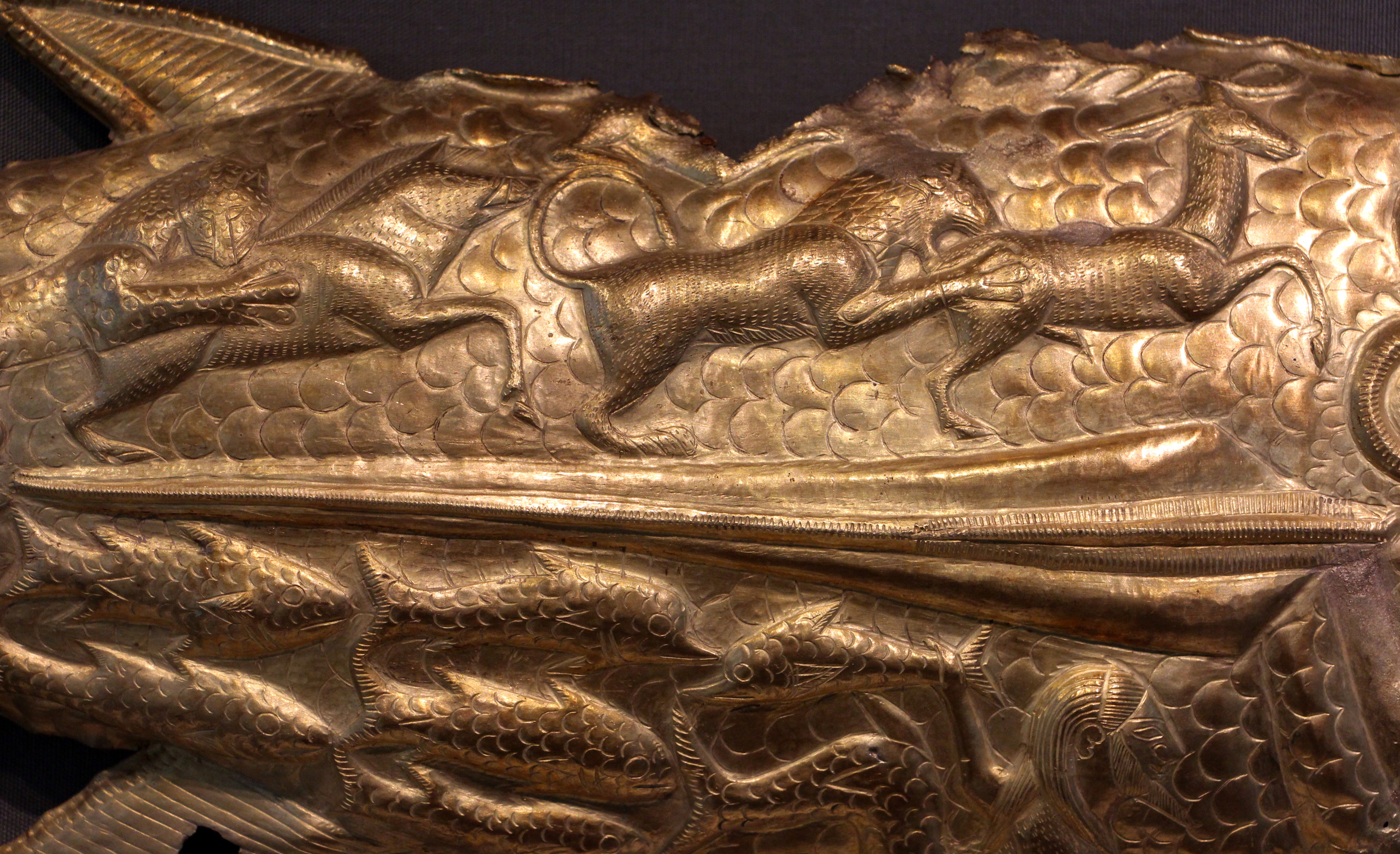
Tierkampfszene
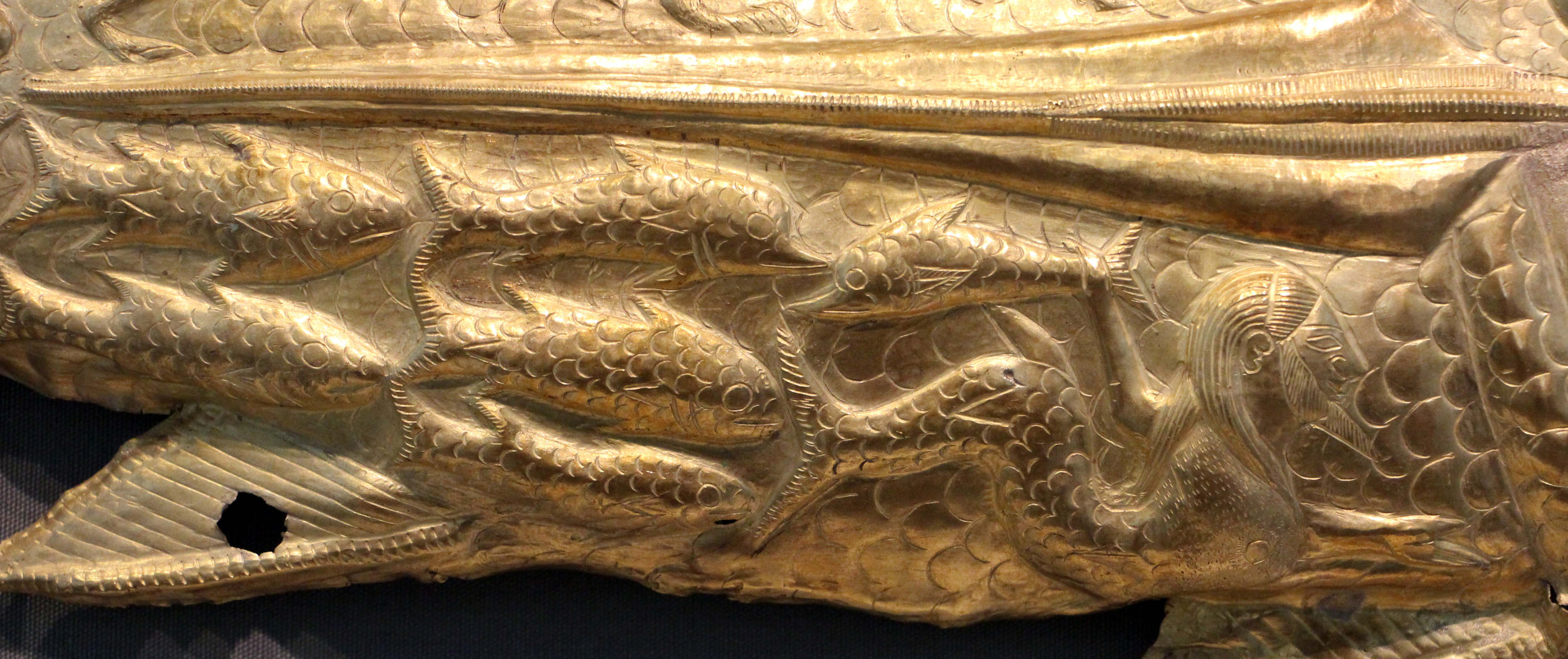
Fische mit Triton
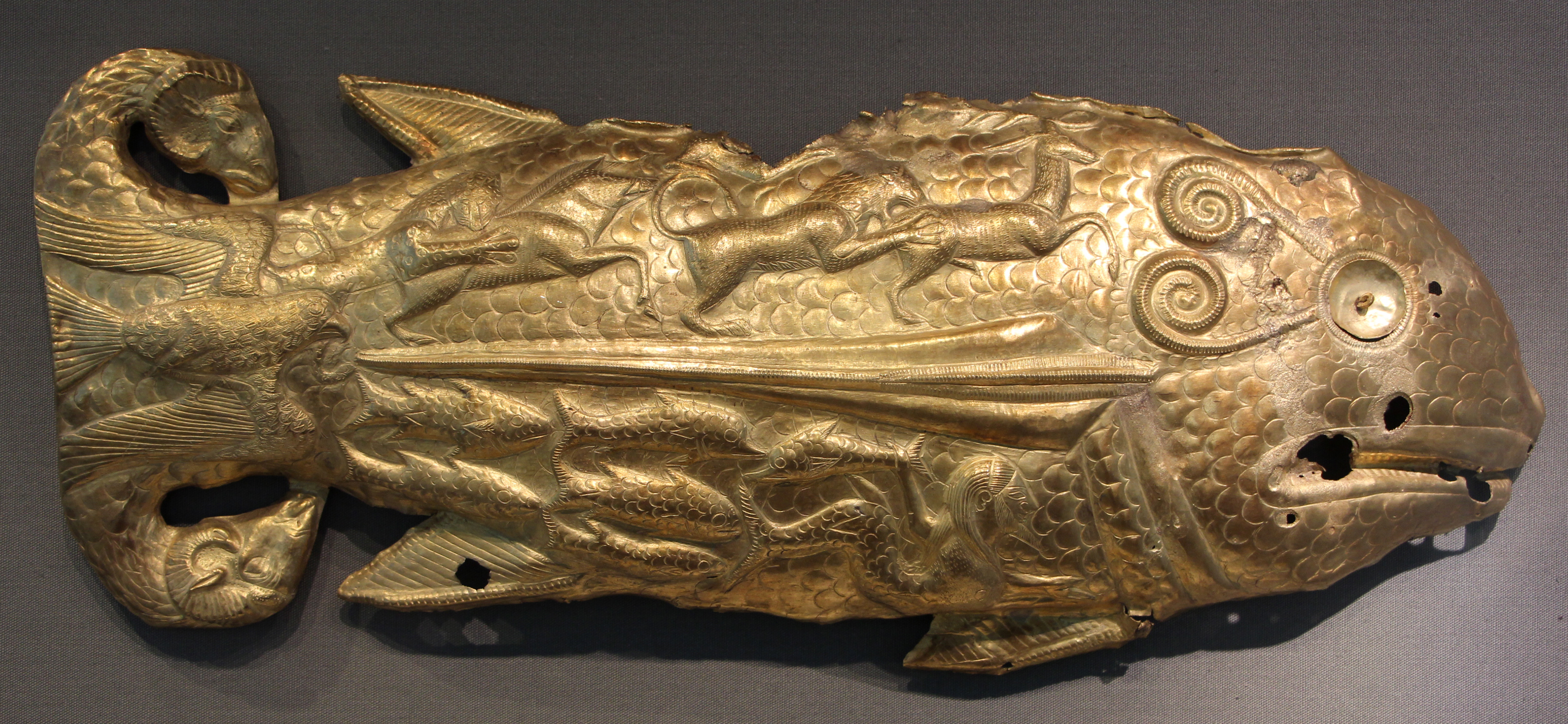
Der goldene Fisch
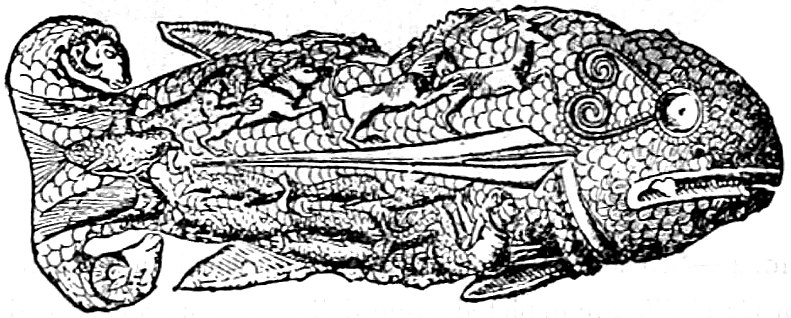
Zeichnung von 1911

Das Objekt ist 41 cm lang und besteht aus starkem Goldblech. Der Leib ist in zwei Bildstreifen unterteilt. Den Landlebewesen in der oberen Hälfte steht in der unteren ein Schwarm unterschiedlicher Fische gegenüber, dem ein männliches Fischwesen voraus schwimmt, der einen der Fische am Schwanz greift. Die Schwanzflosse des Fisches ist mit einem Vogel mit ausgebreiteten Schwingen und zwei Widderköpfen verziert. An der Rückseite des Objekts sind Ösen angebracht, mit denen es als Verzierung über Lederschlingen zum Beispiel auf einem Schild befestigt werden konnte.

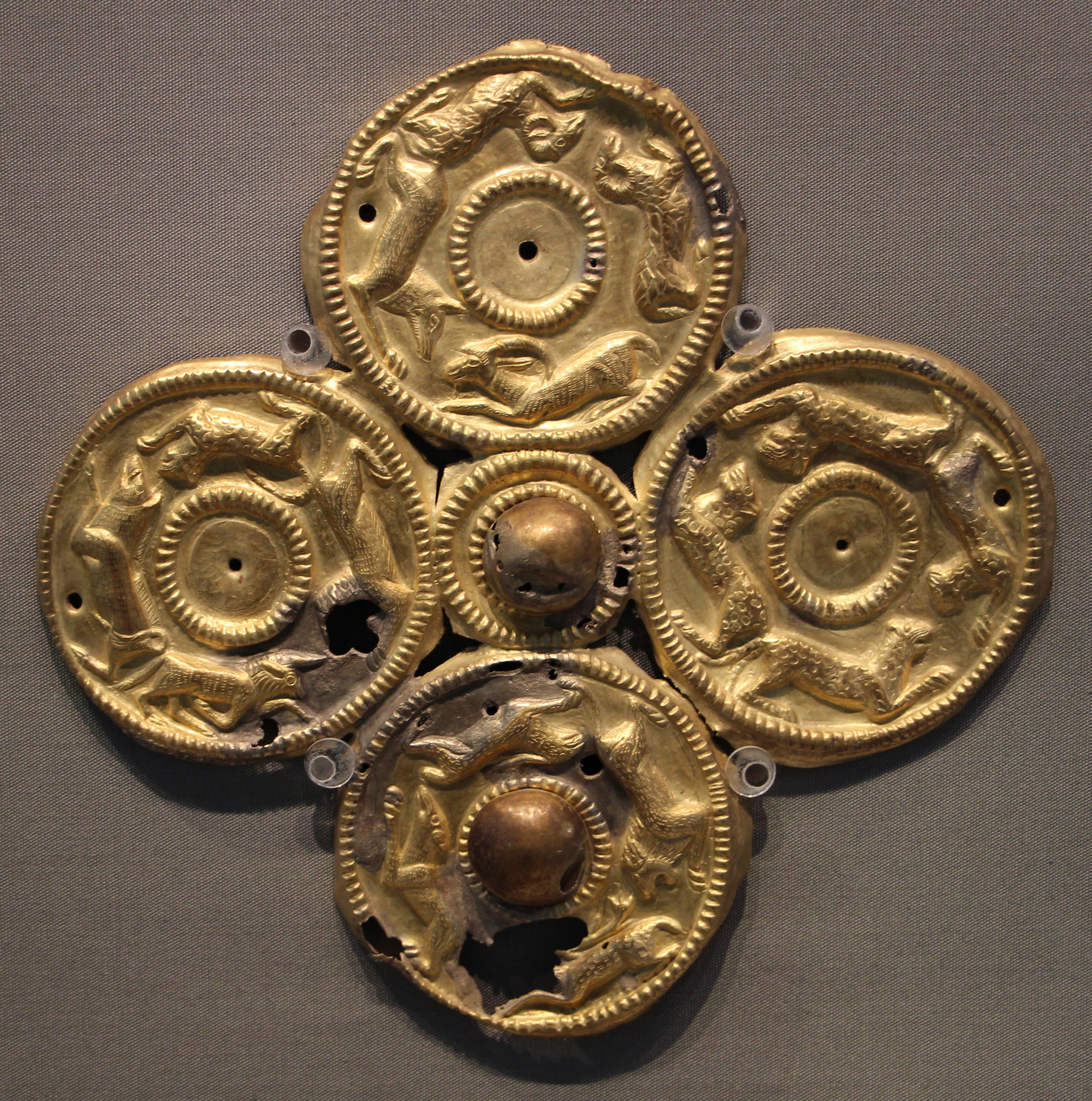
Phalera

Das zweite, größere Objekt, eine aus vier Scheiben bestehende Phalera, wurde auf die Brustplatte einer Lederrüstung genietet. Zu sehen ist ebenfalls eine Jagdszene, in der Raubtiere ihre Beutetiere verfolgen, daneben ein Hund, ein Stier und ein Ziegenbock. Neben der Möglichkeit der Befestigung auf einer Rüstung wird alternativ davon ausgegangen, dass sowohl der Fischbeschlag als auch die Phalera einen Köcher für Pfeil und Bogen verziert haben könnte.
Auf den griechischen Ursprung der Fundstücke deutet vor allem das männliche Fischwesen. Es handelt sich um Triton, als „Hirte der Fische“ ein Motiv der altgriechischen Sagenwelt.
Weitere Bestandteile sind ein Schwertgriff mit Drahtverzierung, auf dem vormals Email aufgebracht war, ein Schwertscheidenbeschlag, eine 29 cm lange Klinge, ein goldgefasster Schleifstein, ein Armreif mit Schlangenkopf, eine Goldkette, ein goldener Zylinder und eine Manschette sowie ein Anhänger aus 23-karätigem Gold. Weitere katalogisierte Bestandteile sind inzwischen verschollen oder entwendet, darunter ein weiterer Anhänger in Form eines Goldstreifens mit einem Kleeblatt am Ende, der vermutlich Teil eines Köchers war, ein goldgefasster Steinkeil, ein massiver Halsring von 21 cm Durchmesser und ein Ortblech mit Emailverzierung.

### Deutung
Der Fund gab der Forschung lange Zeit Rätsel auf. Es wurde vermutet, dass es sich um die Beigaben der Grabausstattung eines skythischen Fürsten handelt, der bis nach Brandenburg gelangte. In dieser Region ist allerdings die Billendorfer Kultur nachgewiesen, die in der Umgebung weitere Hortfunde hinterlassen hat, die alle wie der Vettersfelder Goldschatz aus dem 5. Jahrhundert stammen. Die Anwesenheit von Skythen in dieser Gegend ist ansonsten durch Funde von dreiflügeligen Pfeilspitzen belegt, die allerdings oft auch von anderen Reiternomaden verwendet wurden. Der Archäologe Adolf Furtwängler ging davon aus, dass die Skythen für das Ende der Lausitzer Kultur, zu der auch die Billendorfer Kultur gehörte, verantwortlich waren. Der Fund könnte somit als Beute nach Vetternfelde gelangt sein.

## Verbleib
Die Fundstücke wurden von Prinz Schönaich-Carolath am 22. Januar 1883 für 6.000 Mark an das Antiquarium des Königlichen Museums verkauft. Ob der tatsächliche Finder das Geld oder einen Teil des Betrags erhalten hat, ist nicht geklärt. Er hatte jedoch einige Stücke für sich behalten, bzw. in seinem Bekanntenkreis verteilt – in der Folge wurden einige Fundstücke eingeschmolzen und sind daher verloren. Die verbliebenen Stücke befinden sich heute in der Sammlung des Alten Museums in Berlin.

### Repliken
Im Frühjahr 2020 erbeuteten Diebe in Göttingen Repliken des Goldschatzes, vermutlich in der irrigen Annahme, es handele sich um echtes Gold. Diese sogenannten „galvanoplastischen Schaustücke“ wurden durch das Institut für Vor- und Frühgeschichte der Georg-August-Universität Göttingen als Anschauungsmaterial für Studenten verwendet. Die Repliken, die aus dem frühen 20. Jahrhundert stammen, haben einen Gesamtwert von über zehntausend Euro.